# 阿馬多爾 (拉喬雷拉區)
阿馬多爾（西班牙語：Amador），是巴拿馬的城鎮，位於該國中東部，由西巴拿馬省的拉喬雷拉區負責管轄，面積56.6平方公里，海拔高度32米，2010年人口2,996，人口密度每平方公里53人。